# Živi fosil
Živi fosili so danes živeče (tj. recentne) vrste organizmov, ki so po telesni zgradbi zelo podobne vrstam, poznanim samo po fosilnih ostankih, hkrati pa nimajo drugih še živečih sorodnikov.
Ime je skoval biolog Charles Darwin v svojem delu O izvoru vrst. 
Primeri živih fosilov:
- Živali:

- krokodili
- kljunati ježek
- kljunaš
- Ostvar ali kraljevi rak
- Latimerija
- Tuatara
- Riba pljučarica
- Okapi
- Brodnik ali nauthilus

- Rastline:

- Ginko
- Sagovec ali cikas
- Velbičevka
- Njivska preslica